# 画眉座
画眉座（拉丁语：Turdus Solitarius），是一个现已被废除的星座，位于现在的长蛇座尾部，由法国天文学家皮埃尔·夏尔·勒莫尼耶于1776年创建，后来又被猫头鹰座所代替。
现在画眉座和猫头鹰座都已经被废弃。